# Паспорт гражданина ГДР

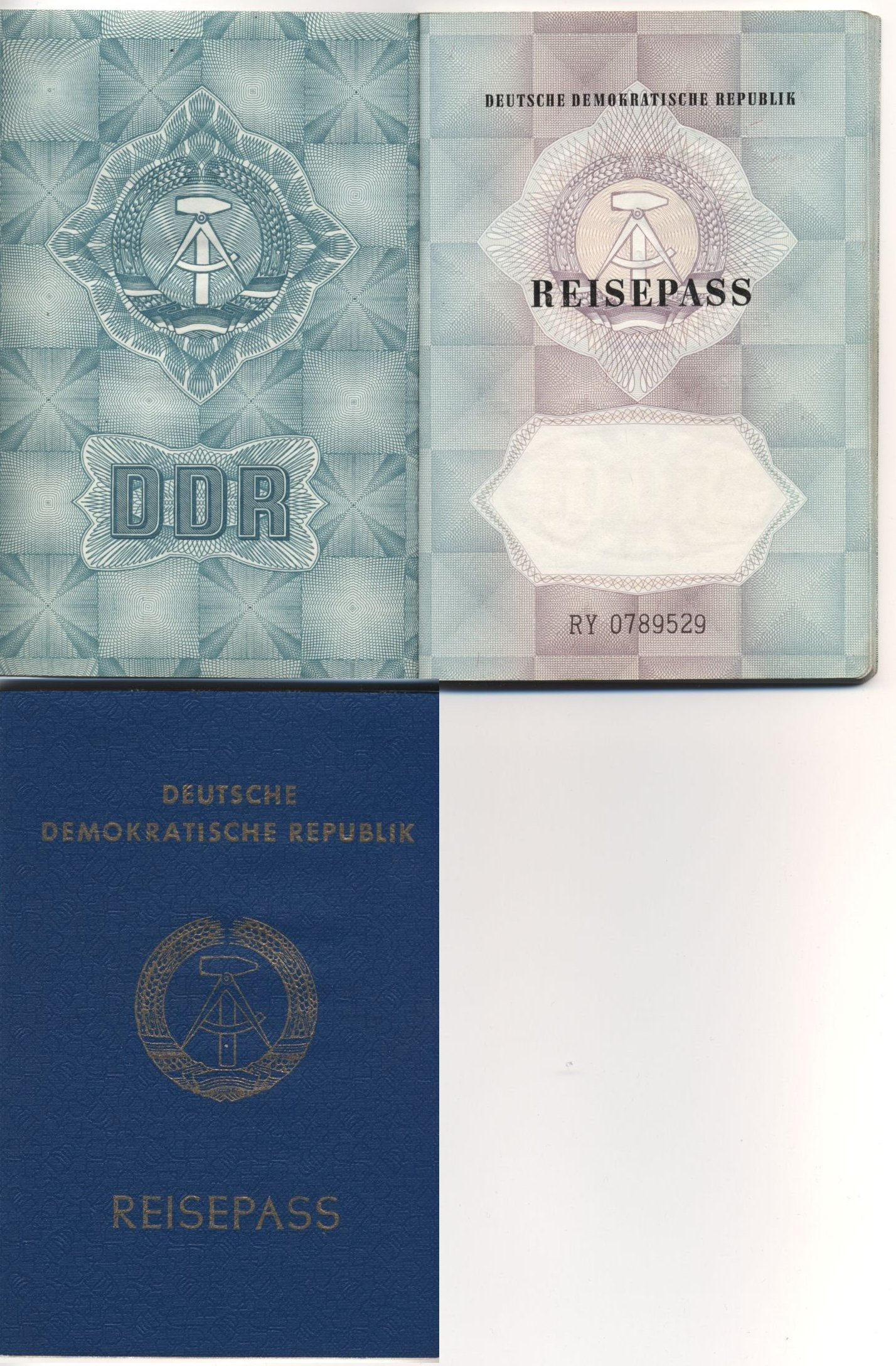
Обложка паспорта ГДР

Па́спорт граждани́на ГДР — официальный документ, выдававшийся гражданам Германской Демократической Республики для удостоверения их личности и для поездок за границу. После воссоединения Германии всем жителям ГДР выдан паспорт образца ФРГ, который является официальным документом воссоединённого государства. Прежние паспорта утратили свою силу.

## Вид и содержание
Паспорт гражданина ГДР имел обложку синего цвета. В верхней части обложки документа располагалась надпись «Deutsche Demokratische Republik» (Германская демократическая республика), в центре обложки расположен герб ГДР, а в нижней части — надпись «REISEPASS» (Загранпаспорт). С момента объединения Германии, все граждане этой страны получили на руки немецкий паспорт нового образца.

### Языки
Паспорт гражданина ГДР содержал текст на немецком, французском, английском и русском языках.